# Thelairosoma flavipalpe
Thelairosoma flavipalpe är en tvåvingeart som beskrevs av Villeneuve 1938. Thelairosoma flavipalpe ingår i släktet Thelairosoma och familjen parasitflugor.
Artens utbredningsområde är Kongo. Inga underarter finns listade i Catalogue of Life.